# 蓖麻酸
蓖麻酸，正式名称为12-羟基-9-顺式-十八碳烯酸，是一种脂肪酸。是一种不饱和的Ω-9脂肪酸，也是一种羟基酸。是从成熟蓖麻植物（ 蓖麻、大戟科）的种子或麦角的菌核中获得的种子油的主要成分。 蓖麻油中含有的约90％的脂肪是由蓖麻酸形成的甘油三酯。 

## 制取
工业使用的蓖麻酸通过水解蓖麻油后皂化或分馏而成。 其锌盐可用于个人护理产品，例如除臭剂。
1888年，Friedrich Krafft首次尝试制备蓖麻酸。

## 生物活动
蓖麻酸具有镇痛和抗炎作用。 
蓖麻酸可特异性激活前列腺素E2的EP3前列腺素受体。
蓖麻酸可用作控制蓝细菌（以前称为蓝绿藻）的特定杀藻剂。 

## 请参见
- 蓖麻油
- 羟基廿碳烯酸，一种类似的化学物质，可以被描述为-CH2-CH2-基团插入羧基和双键之间的蓖麻酸。
- 聚甘油聚蓖麻油酸酯，一种甘油与蓖麻油酸侧链的聚合物，用作巧克力中的乳化剂
- 反蓖麻酸，蓖麻酸的反式异构体
- 三蓖麻油酸甘油酯，蓖麻酸的甘油三酸酯
- 蓖麻酸钠，蓖麻酸的钠盐
- 十一烯酸，蓖麻酸的热解产物